# Thomas Taylour (2e marquis de Headfort)
Thomas Taylour (4 mai 1787 - 6 décembre 1870) est un homme politique Anglo-Irlandais whig. Il est député de Meath de 1812 à 1830.

## Biographie
Il est le fils de Thomas Taylour, et de son épouse Mary Quin. Il succède à son père comme marquis en 1829. En 1831, il est créé baron Kenlis, de Kenlis, dans le comté de Meath, dans la pairie du Royaume-Uni, qui lui donne droit à un siège automatique à la Chambre des lords (ses autres titres étant la pairie d'Irlande). Il est admis au Conseil privé d'Irlande en 1835 et sert dans l'administration whig de Lord Melbourne en tant que Lord-in-waiting (whip du gouvernement à la Chambre des lords) de 1837 à 1841. Entre 1831 et 1870, il occupe également le poste de lord-lieutenant de Cavan. Il est fait chevalier de l'ordre de Saint-Patrick en 1839.
Lord Headfort épouse Olivia, fille de John Andrew Stevenson, en 1822. Au moment de sa mort prématurée (du choléra) le 21 juillet 1834, elle laisse son mari avec neuf enfants. Le 6 mai 1853, il épouse Lady Frances Macnaghten, fille de John Livingstone Martyn et veuve du lieutenant-colonel James McClintock de l'armée de Bombay et du lieutenant sir William Hay Macnaghten, envoyé britannique en Afghanistan assassiné à Kaboul 1841. Il meurt en décembre 1870, à l'âge de 83 ans. Son fils, Thomas Taylour, né de son premier mariage, lui succède. La deuxième marquise de Headfort décède en 1878.